# ماريو سيرجيو غوميز دي سوزا
ماريو سيرجيو غوميز دي سوزا (بالبرتغالية: Mario Sérgio Gomes de Souza‏) هو لاعب كرة قدم برازيلي في مركز ظهير ‏، ولد في 19 يناير 1992 في Baixa Grande ‏ في البرازيل. لعب مع أتلتيكو باراناينسي ونادي جوينفيل ونادي فيروفياريا.

## وصلات خارجية
- ماريو سيرجيو غوميز دي سوزا على موقع قاعدة بيانات كرة القدم.إي يو (الإنجليزية)
- ماريو سيرجيو غوميز دي سوزا على موقع Soccerway.com (الإنجليزية)